# Dasyuroides byrnei
Il kowari (Dasyuroides byrnei Spencer, 1896), noto anche come ratto marsupiale a doppia cresta, è un piccolo marsupiale carnivoro originario delle praterie aride e dei deserti dell'Australia centrale. È l'unica specie del genere Dasyuroides.

## Descrizione
Il kowari ha una lunghezza testa-corpo di 13,5-18,2 cm e una coda di 11,0-14,0 cm; pesa 70-140 g (i maschi pesano circa 30 g in più delle femmine). Dorso e fianchi sono di colore grigiastro con una tenue sfumatura rossiccia. Le regioni inferiori sono color bianco-crema, e i piedi sono bianchi. La metà prossimale della coda è rossiccia, mentre quella distale è ricoperta, sulla parte superiore e posteriore, da lunghi peli neri che formano due creste distinte. Il pelame, morbido e fitto, è composto soprattutto da sottopelo e da pochi peli di guardia. Il corpo è tozzo e robusto. I piedi posteriori sono molto sottili e privi del primo dito; le palme dei piedi sono ricoperte di peli. Nel piccolo marsupio vi sono generalmente sei mammelle, ma il loro numero può variare da cinque a sette.

## Biologia

### Comportamento
Il kowari vive nelle aree desertiche e nelle praterie aride. Trova riparo nelle tane scavate da altri animali o in cavità da esso costruite, nelle quali edifica un nido con materiali soffici. Ha abitudini sia diurne che notturne.

### Alimentazione
La dieta consiste di insetti, aracnidi e probabilmente da piccoli vertebrati come uccelli, roditori e lucertole.

### Riproduzione
Le femmine possono andare in estro quattro volte all'anno, a intervalli di due mesi. Gli accoppiamenti avvengono tra aprile e dicembre, generalmente tra maggio e luglio. La gestazione dura 30-36 giorni e i piccoli partoriti sono 3-7. Alla nascita misurano solamente 4 mm e sono pienamente indipendenti a circa 100 giorni; la maturità sessuale viene raggiunta verso i 235 giorni. In cattività un esemplare è vissuto per 7 anni e 9 mesi.

## Distribuzione e habitat
Il kowari è diffuso nelle aree di deserto roccioso del bacino idrografico del lago Eyre, ai confini tra Australia Meridionale nord-orientale e Queensland sud-occidentale. A ovest del Lago Eyre la sua popolazione si è molto ridotta, tanto che in quell'area potrebbe perfino essere scomparso.

## Tassonomia
Il kowari è l'unica specie del suo genere. Il nome generico, Dasyuroides, indica che nell'aspetto è simile ai membri del genere Dasyurus, i quoll. Descritto per la prima volta nel 1896 da Sir Walter Baldwin Spencer, è stato talvolta classificato nel genere Dasycercus.
Appartiene alla famiglia dei Dasiuridi ed è strettamente imparentato con i mulgara.